# Quirihue

ville et commune du Chili
Quirihue est une ville et une commune du Chili faisant partie de la région de Ñuble et appartienne à la province d'Itata. En 2012, la population de la commune s'élevait à 12 633 habitants. La superficie de la commune est de 589 km2 (densité de 21 hab./km²),.

## Historique
Quirihue est fondé en 1749 par le gouverneur chilien Domingo Ortiz de Rosas pour abriter un relais sur la route entre Santiago et Concepción. L'agglomération principale acquiert le statut de ville en 1870. Elle a été la capitale de la province d'Itata rattaché à la province du Maule de 1826 à 1928 et à la province de Ñuble de 1928 à 1976. Quirihue est fortement touché par le séisme du 24 février 1939 dont elle est l’épicentre et le tremblement de terre du 27 février 2010 qui détruit les bâtiments historiques notamment son église baroque.

## Situation
Le territoire de la commune de Quirihue se trouve dans les collines (jusqu'à 600 mètres d'altitude) de la Cordillère de la Côte. La commune est située à 359 kilomètres à vol d'oiseau au sud-sud-ouest de la capitale Santiago et à 53 kilomètres au nord-ouest de Chillán capitale de la Province de Ñuble.

Position de Quirihue (en rouge) au sein de la Région du Biobío.